# Sleepwalk
Sleepwalk – album Konrada Kucza i Gaby Kulki, wydany 22 października 2009 .

## Produkcja
Konrad Kucz rozpoczął współpracę z Gabrielą Kulką, gdy dysponował ambientowym materiałem instrumentalnym, który miał zostać wydany przez Requiem Records. Wydawca poprosił o dogranie beatu lub śpiewu, dlatego Kucz zaproponował Kulce realizację wokali. Artyści przesyłali sobie materiał pocztą elektroniczną w formacie MP3. Pierwszym wspólnie zrealizowanym utworem było Keep It Down . Kucz następnie zaproponował wydanie wspólnego materiału wytwórni Jazzboy, jednak ta nie była nim początkowo zainteresowana. Zmianę nastawienia przyniósł Bogdan Kondracki, z którym Kucz i Kulka nawiązali współpracę. Materiał został przetworzony w studiu nagrań, a Kondracki dograł „instrumenty akustyczne, gitary basowe i elektryczne, wszystkie te szarpane, stare organy, różne ustrojstwa z lat 50.” . Praca nad albumem trwała z przerwami 1,5 roku .
W lutym 2010 roku płytę Sleepwalk nominowano do nagrody polskiego przemysłu fonograficznego Fryderyka w kategorii „muzyka alternatywna”.
Teledyski do utworów „Got a Song” (oficjalny) i „Man of Winter” (nieoficjalny) wyreżyserował Filip Kovcin.

## Lista utworów
| Nr  | Tytuł utworu                  | Długość |
| --- | ----------------------------- | ------- |
| 1.  | „Electric Sheep”              | 3:02    |
| 2.  | „Dead Yet”                    | 3:49    |
| 3.  | „The Clock”                   | 3:37    |
| 4.  | „Got a Song”                  | 3:14    |
| 5.  | „International Man of Misery” | 3:35    |
| 6.  | „Keep It Down”                | 2:32    |
| 7.  | „Island”                      | 2:37    |
| 8.  | „Recurring”                   | 4:04    |
| 9.  | „Maestro”                     | 2:10    |
| 10. | „Celluloid”                   | 3:47    |
| 11. | „Your Drum”                   | 3:32    |
| 12. | „Man of Winter”               | 4:13    |
|     |                               | 40:12   |

## Odbiór

### Krytyka
Płyta otrzymała pozytywne recenzje, została określona przez Mariusza Hermę jako „eksperyment, to wymagający raczej uważnego wsłuchania się niż ściszania głośników w obawie o sen sąsiada”, dla Marka Ziemińskiego Sleepwalk to „[r]odzima produkcja na światowym poziomie”, zdaniem Dominiki Węcławek „obfituje w same przyjemne chwile”, a dla Mirosława Pęczaka album stanowił „wydarzenie fonograficzne roku”.

### Single

#### Got a Song
„Got a Song” to pierwszy singel promujący album Sleepwalk Konrada Kucza i Gaby Kulki w radiu . Utwór był piosenką dnia 25 września 2009 w Programie III Polskiego Radia. Singel ukazał się w formie CD w dniu 21 października 2009, nakładem Jazzboy Records. Nakręcony do piosenki teledysk wyreżyserował Filip Kovcin.
| Pozycje na listach przebojów         | Pozycje na listach przebojów |
| ------------------------------------ | ---------------------------- |
| Lista Przebojów Programu Trzeciego   | 27                           |
| Lista Przebojów Marka Niedźwieckiego | 43                           |

#### Recurring
„Recurring” to drugi singel promujący album Sleepwalk Konrada Kucza i Gaby Kulki. Swoją premierę miał w grudniu 2009.
| Pozycje na listach przebojów       | Pozycje na listach przebojów |
| ---------------------------------- | ---------------------------- |
| Lista Przebojów Programu Trzeciego | 46                           |